# Bruno Caboclo
Bruno Correa Fernandes Caboclo (ur. 21 września 1995 w Osasco) – brazylijski koszykarz, reprezentant kraju, występujący na pozycji skrzydłowego, obecnie zawodnik CSP Limoges.
8 lutego 2018 w wyniku wymiany trafił do Sacramento Kings w zamian za Malachiego Richardsona. 20 sierpnia został zawodnikiem Houston Rockets. 13 października został zwolniony.
24 stycznia 2019 podpisał 10-dniową umowę z Memphis Grizzlies. Następnie 3 lutego podpisał kolejną taką samą umowę.
6 lutego 2020 został wytransferowany do Houston Rockets. 13 stycznia 2021 został zwolniony. 26 marca dołączył do francuskiego CSP Limoges.

## Osiągnięcia
Stan na 26 marca 2021, na podstawie, o ile nie zaznaczono inaczej.
Drużynowe
- Mistrz D-League (2017)
- Wicemistrz Ligi Amerykańskiej FIBA (2013/2014)
- Uczestnik rozgrywek Pucharu Interkontynentalnego FIBA (2014)

Indywidualne
- MVP kolejki G-League (21.01.2019)

Reprezentacja
- Uczestnik mistrzostw Ameryki (2017 – 10. miejsce)